# Biserica „Adormirea Maicii Domnului” din Blijnii Hutor
Biserica „Adormirea Maicii Domnului” este o biserică amplasată în Blijnii Hutor, Unitățile Administrativ-Teritoriale din Stînga Nistrului, Republica Moldova. Este un monument arhitectural de importanță națională inclus în Registrul monumentelor Republicii Moldova ocrotite de stat cu nr. 1287 (raionul Slobozia). Datează din jum. II a sec. XIX.